# Dehesa de Los Llanos
La Dehesa de Los Llanos es una finca manchega y paraje natural que se encuentra a menos de 5 kilómetros al sur de la ciudad española de Albacete. Su extensión de 10 000 hectáreas permite obtener los ingredientes necesarios para la alimentación de su propio ganado ovino formado por más de 5500 ovejas manchegas, del que se obtiene la materia prima para la elaboración del queso manchego artesano Dehesa de Los Llanos. La curación Gran Reserva de este producto se alzó como Mejor Queso del Mundo en la edición del World Cheese Awards de 2012 y obtuvo Supergold en 2013, además de quedar subcampeón de su categoría en el World Championship Contest de Wisconsin (2014). En la Dehesa de Los Llanos también se producen alimentos de la tierra de Castilla como nueces, perdiz  escabechada, miel, aceite de oliva virgen extra y vinos Mazacruz.
Es propiedad de la sociedad Mazacruz s.l., cuyas accionistas mayoritarias son Bárbara Kalaschnikof y sus dos hijas Christina y Bárbara Gutiérrez-Maturana-Larios Kalaschnikov, quedando el 27,46% restante del accionariado en manos de Carlos Gutiérrez-Maturana-Larios y Altuna, actual Marqués de Paul.
La sociedad Mazacruz s.l. se encuentra actualmente en proceso de liquidación en virtud de un laudo arbitral ratificado recientemente tanto por el TSJM así como por el Tribunal Constitucional.
Premio Ejecutivos a la Mejor Marca de Castilla-La Mancha en 2014.
La distribución del suelo de la Dehesa de Los Llanos se divide en 3500 hectáreas dedicadas a cultivos de secano, fundamentalmente forrajes para su ganadería ovina. Otras 1500 hectáreas son de regadío. Además, 50 hectáreas se dedican a viñedos en los que se cultivan las siguientes variedades de uva: Cabernet Sauvignon, Syrah, Tempranillo, Merlot, Petit Verdot, Graciano, Sauvignon Blanc y Verdejo.

## Historia
El origen de la Dehesa de Los Llanos se remonta al siglo XVII, fundada por una comunidad de frailes franciscanos, que se dedicaban a la  agricultura y a la ganadería y que se asentaron en los mismos terrenos en los que se apareció la imagen de la Virgen de Los Llanos, patrona de la ciudad de Albacete y en donde se edificó una ermita.
Con la desamortización de Mendizábal, el marqués de Salamanca adquirió la finca manchega. A finales del siglo XIX, la propiedad pasó a manos del marqués de Larios, que amplió la extensión de la Dehesa de Los Llanos comprando algunas de las tierras colindantes hasta llegar a las más de 10 000 hectáreas actuales.
A principios de la segunda mitad del siglo XX, cuando falleció el marqués de Larios, el terreno pasó a ser posesión del  marqués de Paul, el cual la aportó en vida a la sociedad Mazacruz s.l.. Desde entonces, esta sociedad es la propietaria de la finca manchega Dehesa de Los Llanos, la cual cuenta con líneas de negocio como la bodega y la fábrica artesanal de queso manchego. Dehesa de Los Llanos fue la primera explotación de ganado ovino en España en incorporar la identificación electrónica de las ovejas y corderos, con el objetivo de tener un control adecuado sobre la alimentación y la salud del ganado.

## Fauna
Las siguientes aves habitan en la Dehesa de Los Llanos:
- Perdiz roja
- Ganga o churra
- Sisón
- Avutarda
- Paloma torcaz
- Codorniz

Otras especies autóctonas son:
- Conejo
- Liebre

## Galería de imágenes

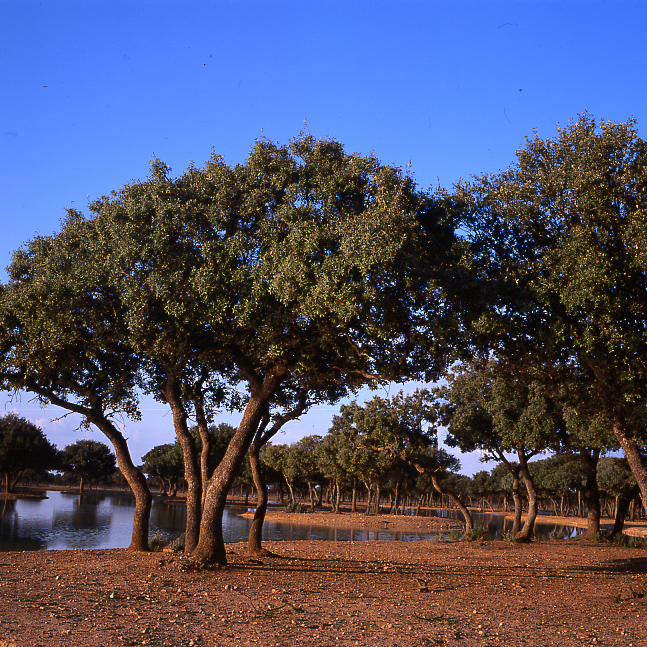
Panorámica de Dehesa de Los Llanos
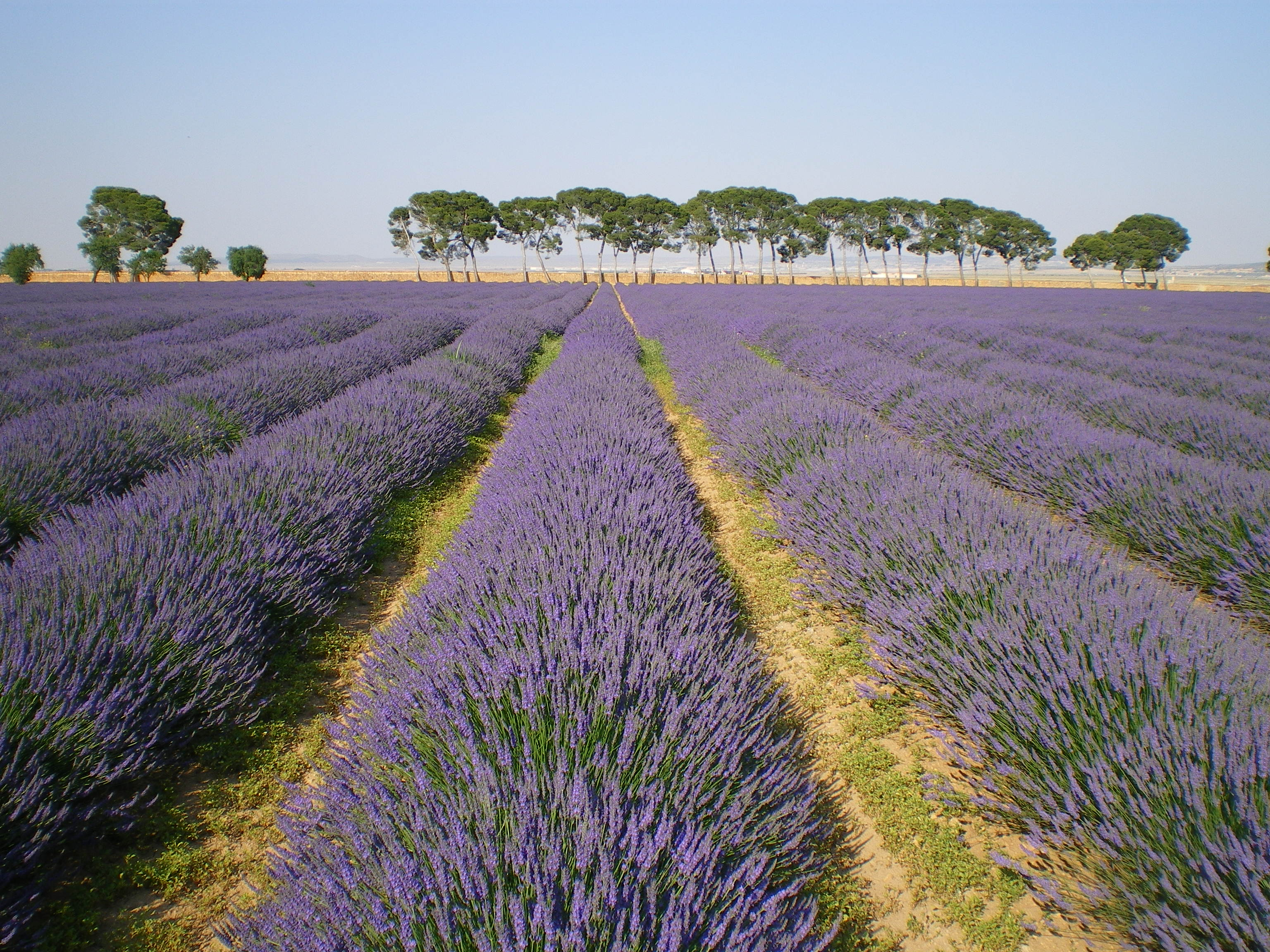
Campo de lavanda de Dehesa de Los Llanos
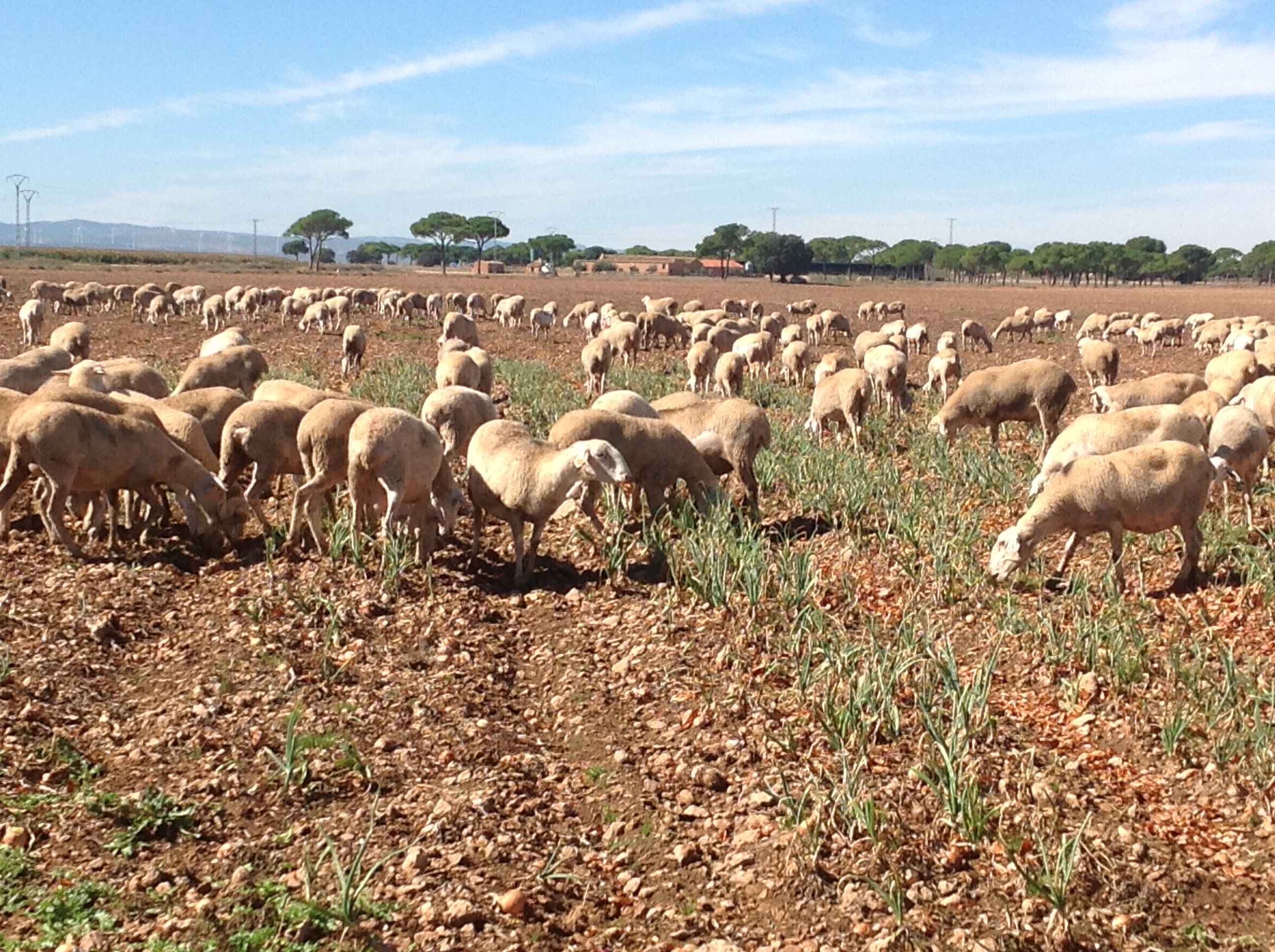
Ganadería de Dehesa de Los Llanos
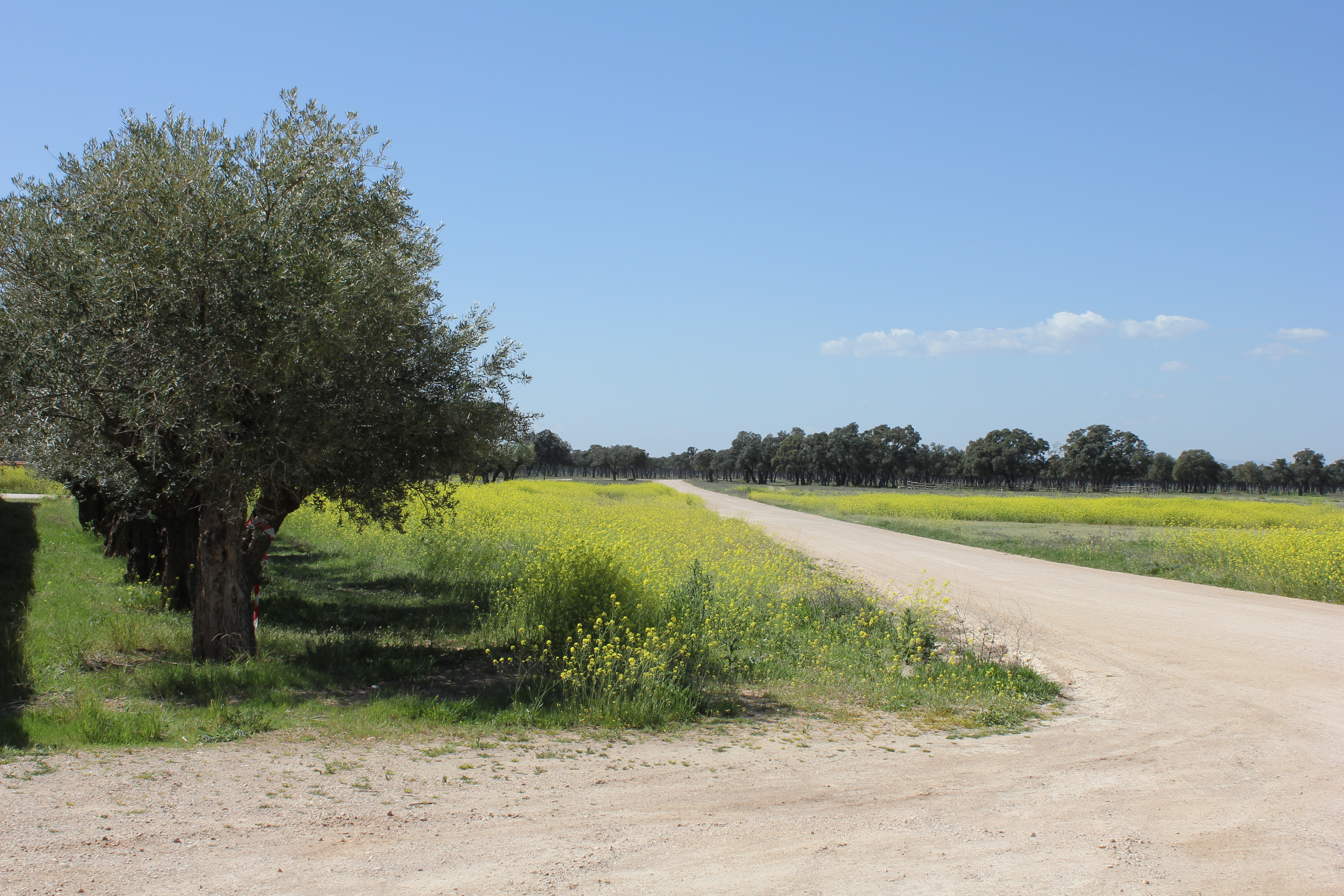
Panorámica de Dehesa de Los Llanos
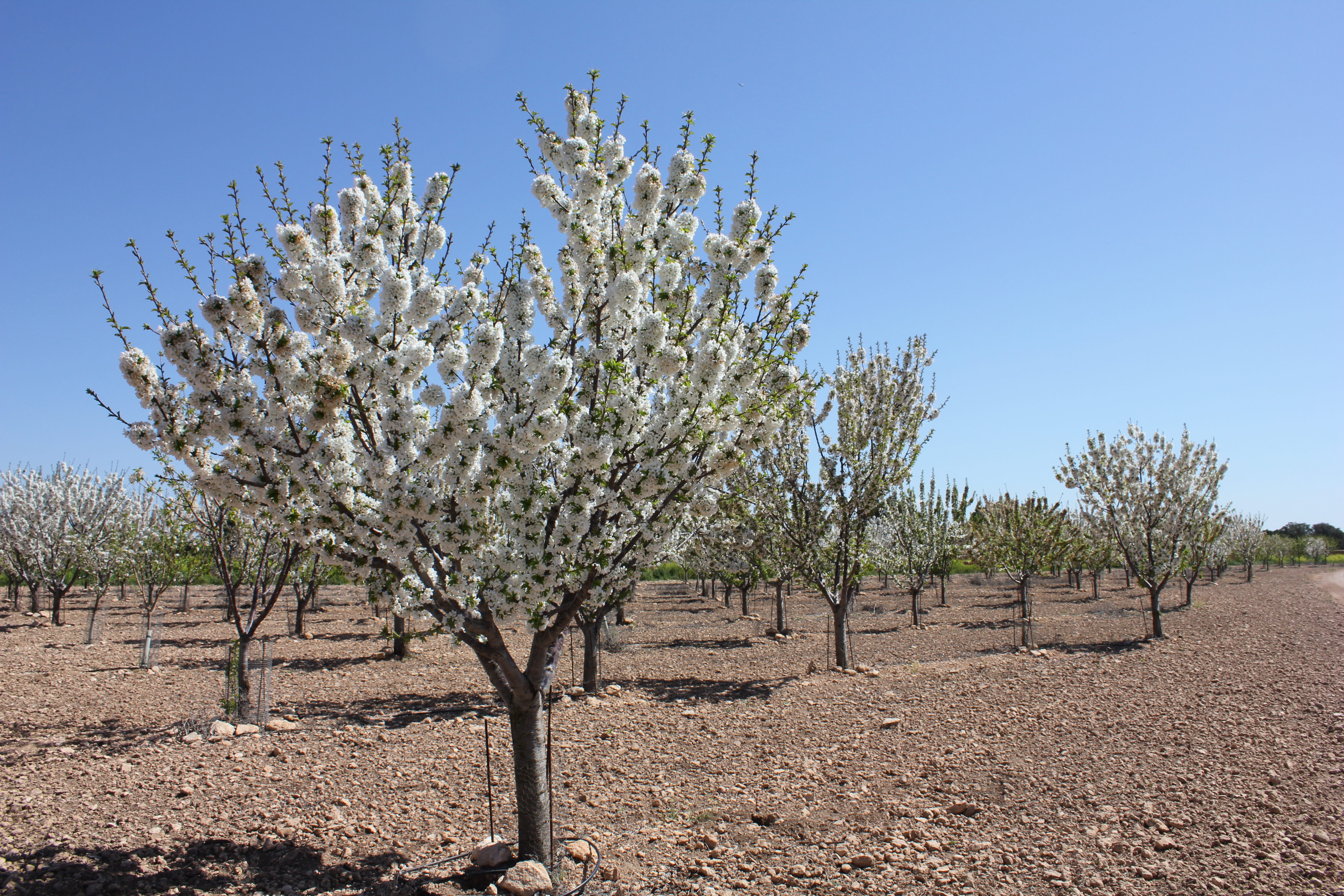
Cerezos corazón de pichón de Dehesa de Los Llanos
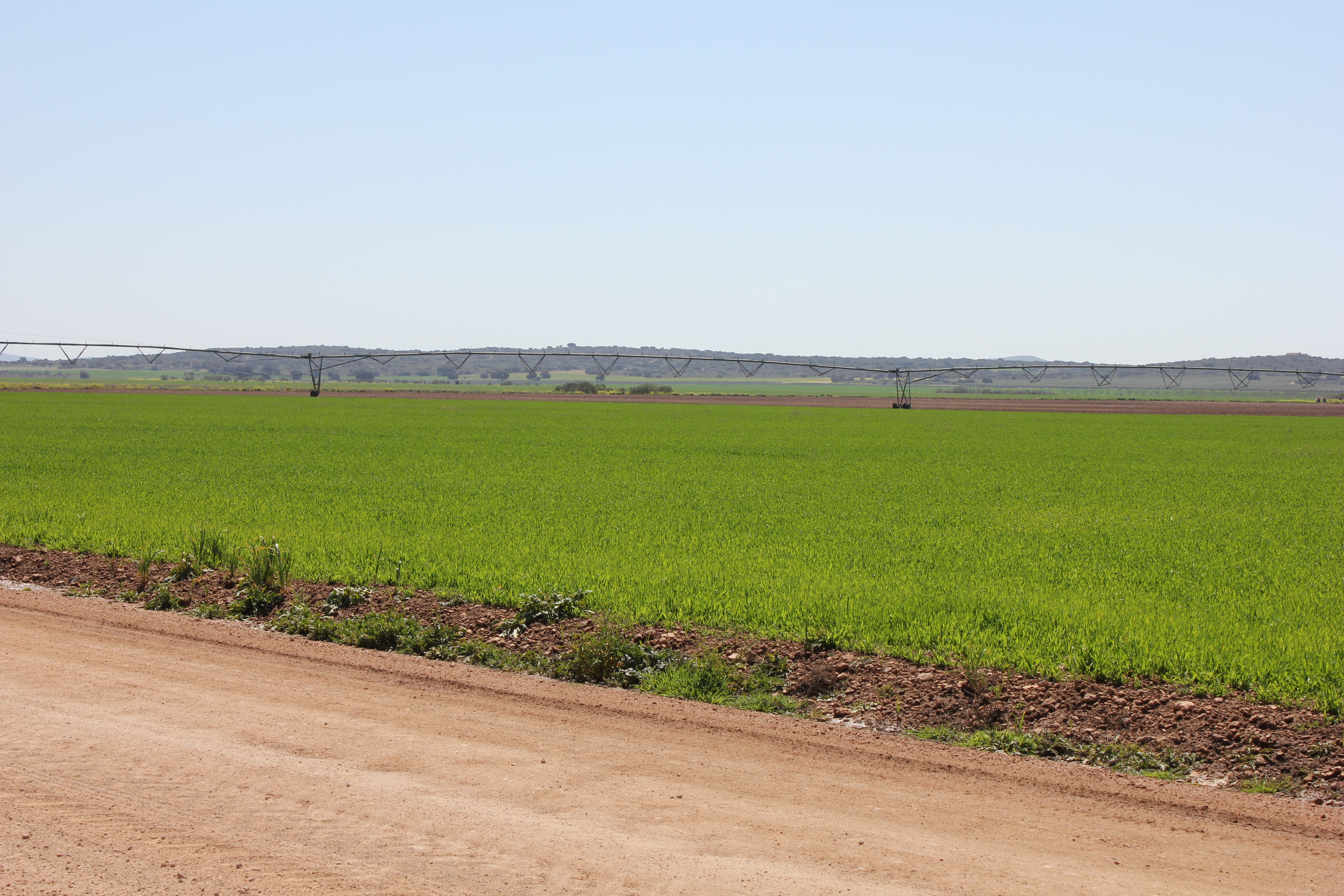
Cultivos de Dehesa de Los Llanos
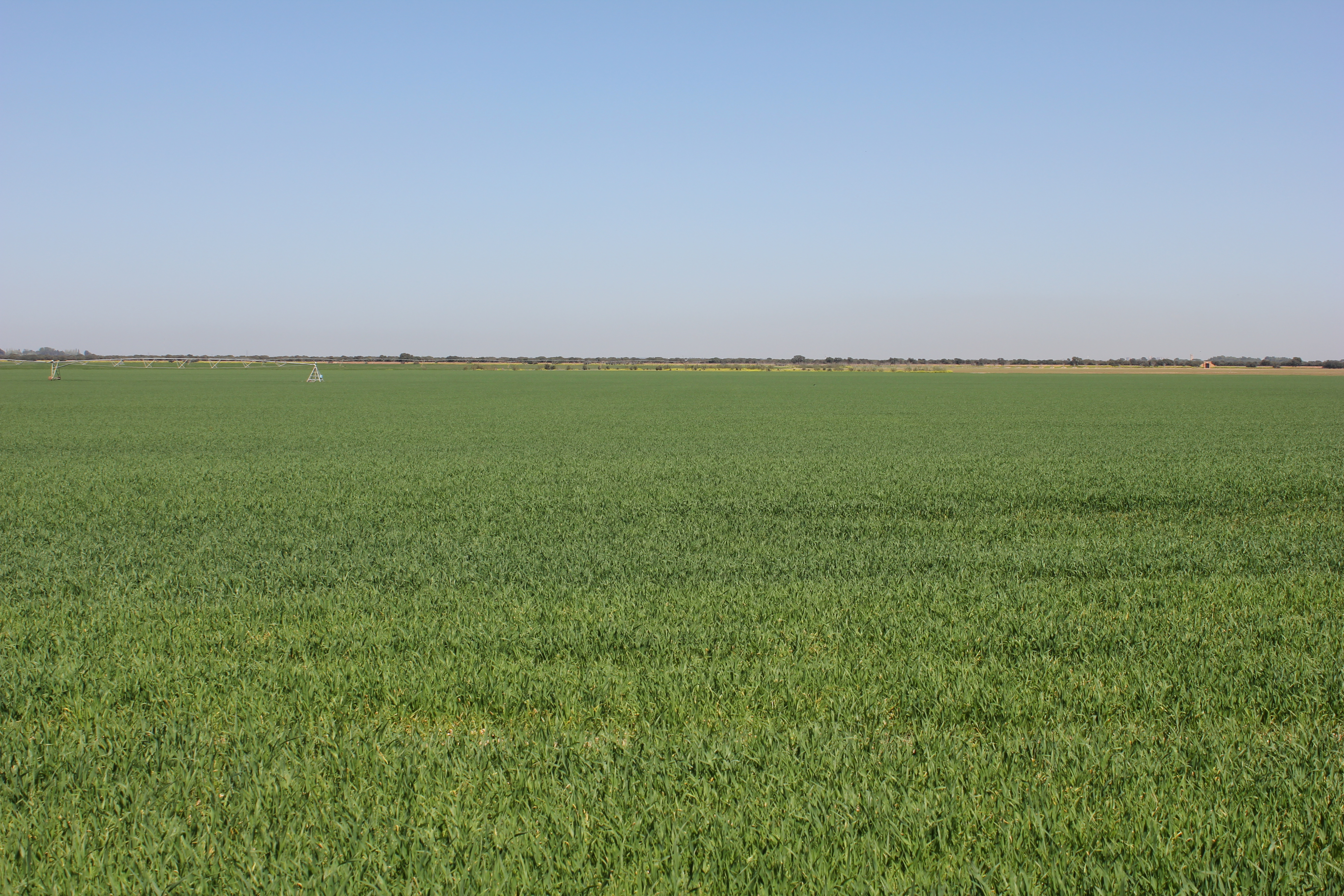
Cultivos de Dehesa de Los Llanos
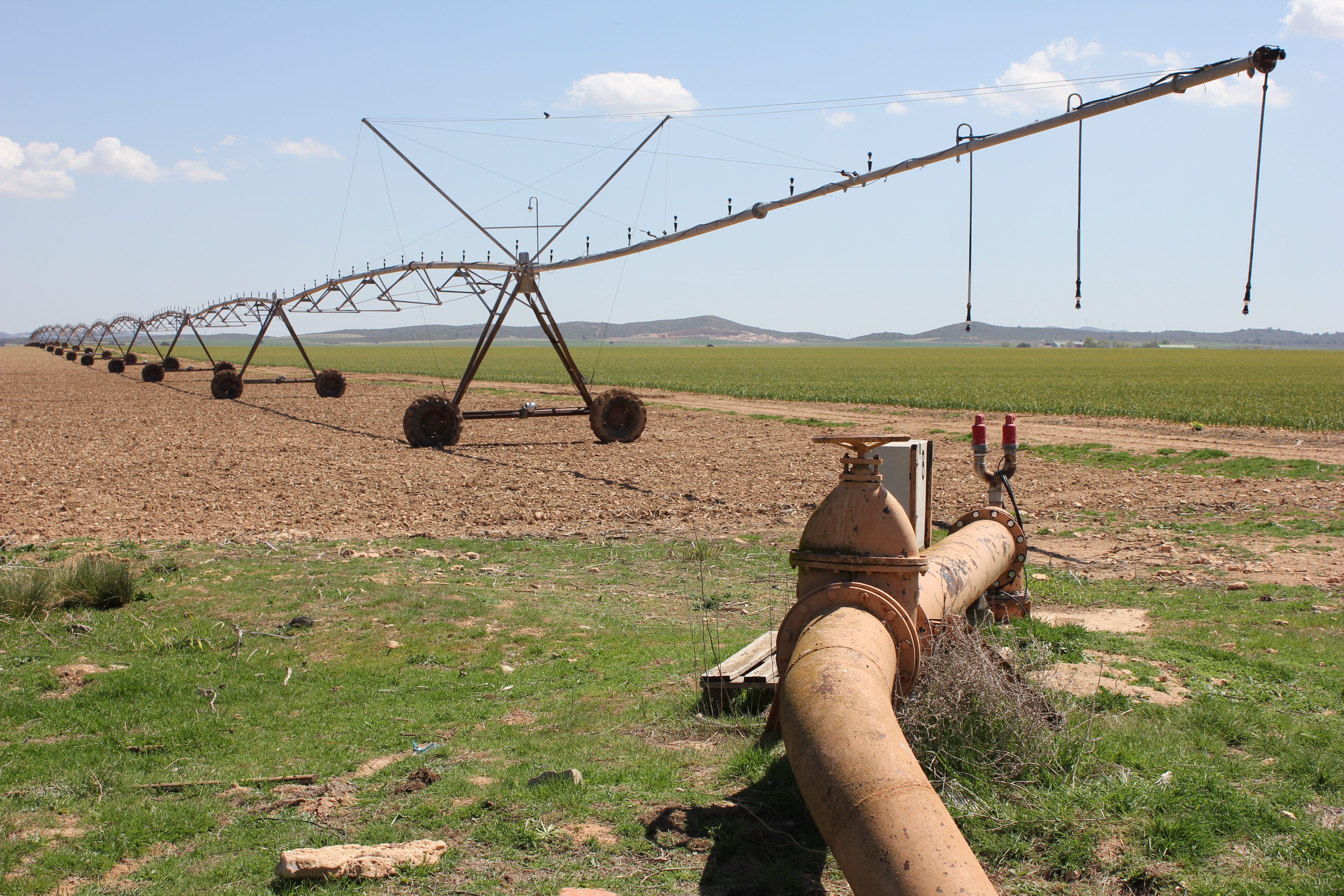
Regadío en Dehesa de Los Llanos
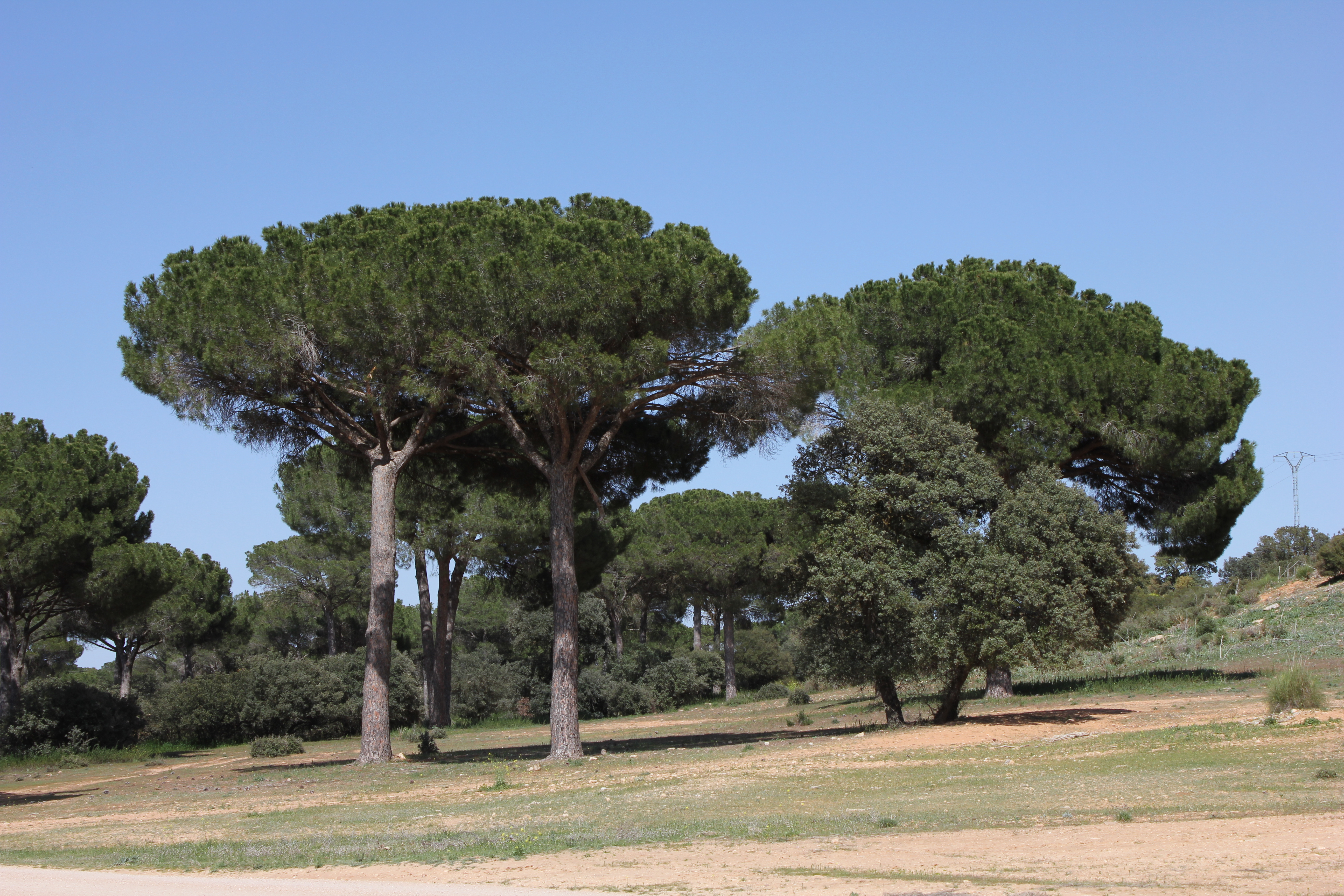
Panorámica de Dehesa de Los Llanos